# Ashok Nagar
Ashok Nagar es una localidad de la India, centro administrativo del distrito de Ashok Nagar en el estado de Madhya Pradesh.

## Geografía
Se encuentra a una altitud de 529 m s. n. m. a 159 km de la capital estatal, Bhopal, en la zona horaria UTC +5:30.

## Demografía
Según estimación 2010 contaba con una población de 74 206 habitantes.